# Задний ход
За́дний ход может использоваться на транспортных средствах для маневрирования, для симметричного движения в обе стороны (см. Двустороннее транспортное средство) и для торможения (см. Реверсивное торможение). Для обеспечения возможности движения задним ходом используются разные инженерные решения.

## Отдельный двигатель для заднего хода
На турбоходах с механической передачей на винт устанавливают отдельную турбину заднего хода меньшей мощности. На некоторых тяжёлых мотоциклах задний ход обеспечивается за счёт электростартера. На гибридных авто нормальной проходимости задний ход только на электромоторе.
На космических аппаратах для маневрирования устанавливают несколько двигателей небольшой мощности, направленных в разные стороны.

## Реверсивный двигатель
Паровая машина и электродвигатель позволяют легко изменять направление вращения.
Двухтактный двигатель внутреннего сгорания также может работать в обоих направлениях, однако при этом требуется его остановка и перезапуск, что может быть неудобно в эксплуатации. Реверсивные двухтактные бензиновые двигатели использовались на некоторых микроавтомобилях 1950-х годов. Реверсивные двухтактные дизели широко используются на крупных судах. Четырёхтактный двигатель внутреннего сгорания для изменения направления вращения требует изменения порядка открытия клапанов, что усложняет его конструкцию. На практике реверсивные четырёхтактные двигатели используются только на судах, например на речных трехпалубных теплоходах проекта 588 типа «Родина».

## Реверсивная трансмиссия
При механической и гидромеханической трансмиссии используют либо передачу заднего хода в коробке передач, либо отдельный реверс-редуктор , что популярно на железнодорожной технике с дизельной моторизацией , так как движение в обоих направлениях должно быть с одинаковой скоростью , так же РР применяется на мотороллере "Муравей" , трехколесных моторикшах и др. трициклах с бензомоторами , так как в коробке передач задняя передача отсутствует, так же РР нашли себя и на множестве тракторов, которым так же нужно иметь если не равную, то приблизительно одинаковую скорость движения вперед и назад. Электрическая и гидрообъёмная трансмиссии позволяют изменять направление движения безо всяких дополнительных приспособлений.

## Реверсивный движитель
Гребной винт регулируемого шага позволяет двигаться задним ходом без изменения направления вращения. Аналогично реверс воздушного винта на самолётах позволяет осуществлять торможение. Водомётный движитель имеет специальные заслонки, отклоняющие поток воды в противоположную сторону. Крыльчатый движитель позволяет судну двигаться в любую сторону (даже боком).

## Сухопутный транспорт
За обеспечение заднего хода в колёсных автомобилях и гусеничном транспорте отвечает коробка передач и находящаяся в ней задняя передача. Эта передача либо равняется, либо приблизительно равняется первой передаче. Хотя в грузовиках с такими коробками передач как ZF, Eaton, Volvo, КамАЗ и ЯМЗ может быть две или четыре задних скорости. В тракторных коробках передач часто делается просто реверс, дающий возможность заднего хода на любой передаче.  

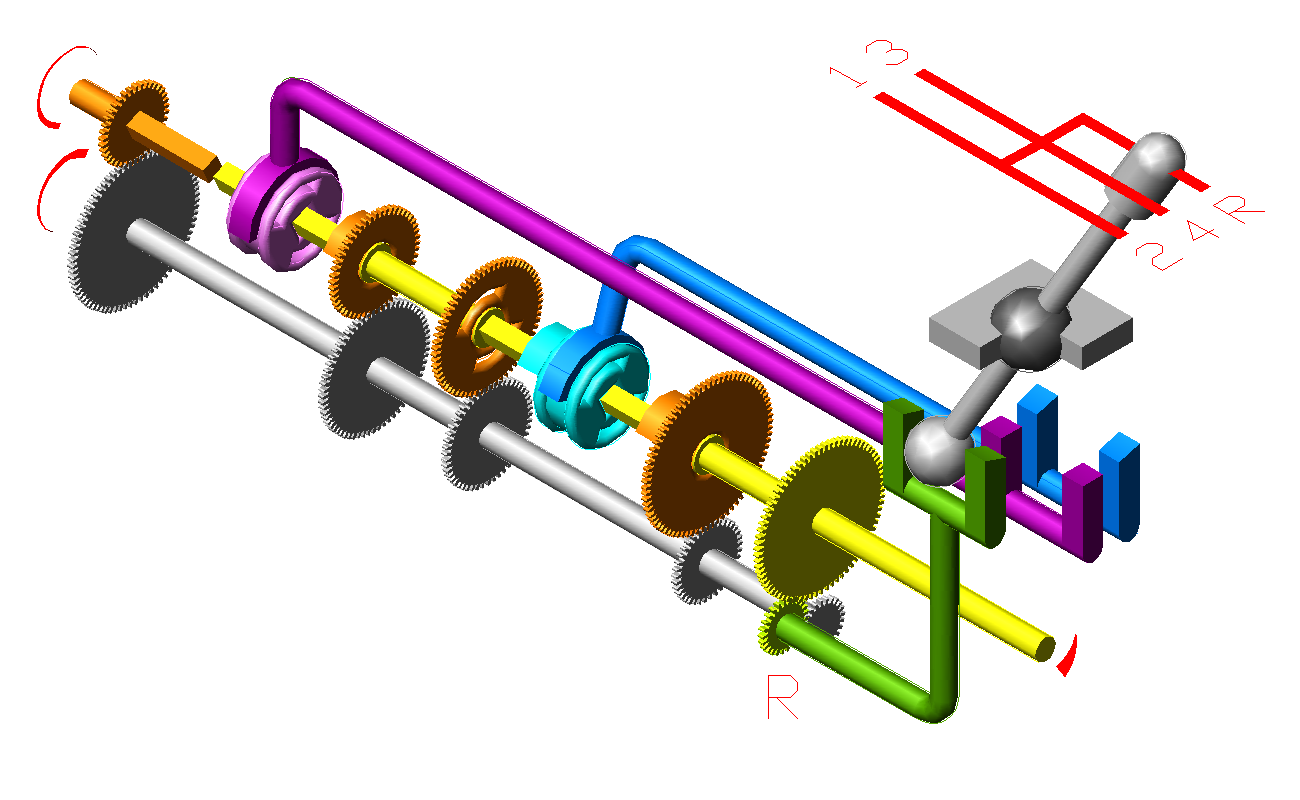
Анимационная схема гипотетической МКПП с включённой задней передачей.
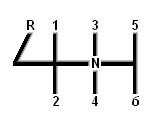
Схема переключения 6-ступенчатой коробки (Задняя передача обозначена буквой «R» .
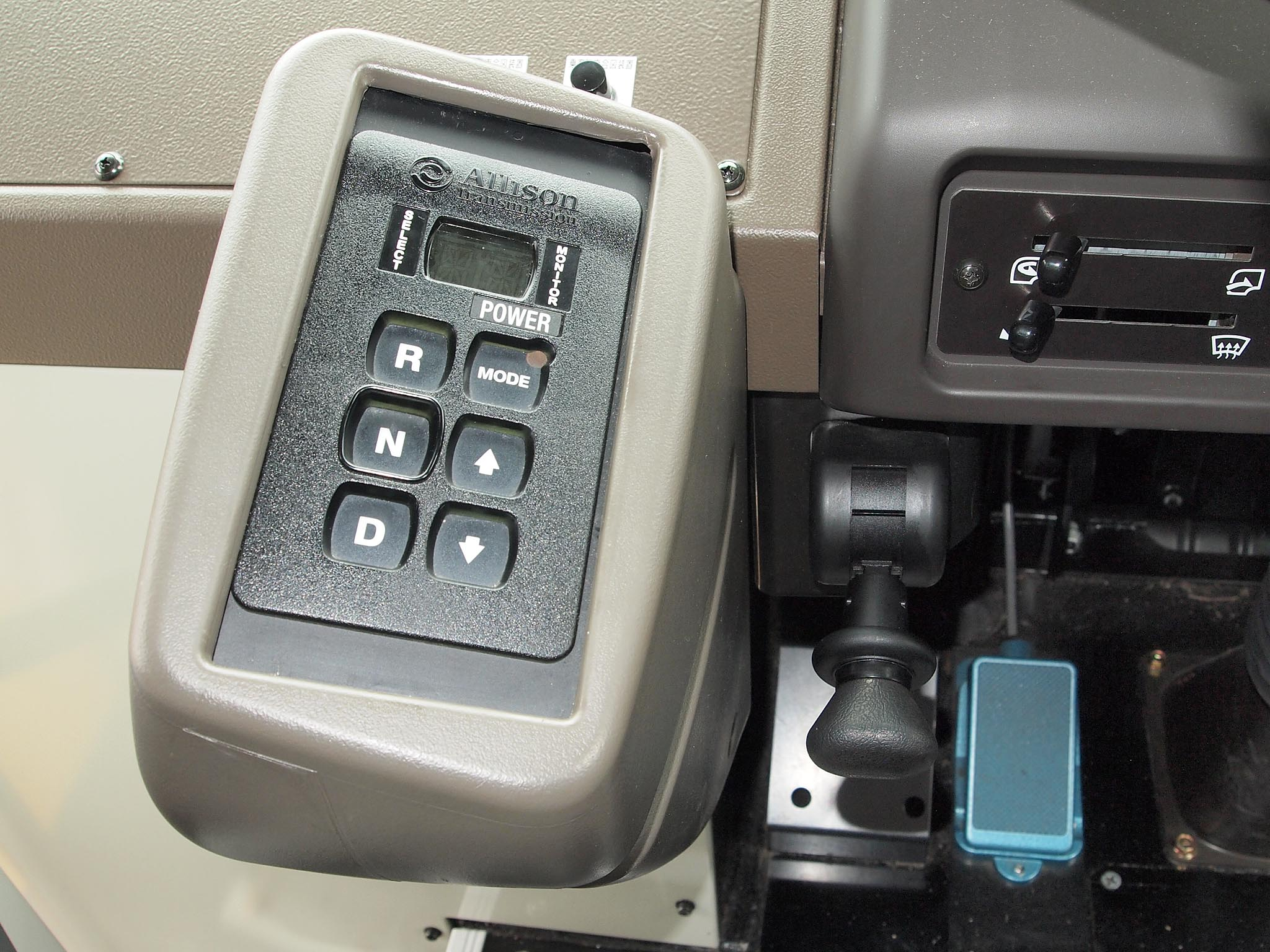
Кнопочный селектор АКПП фирмы Allison
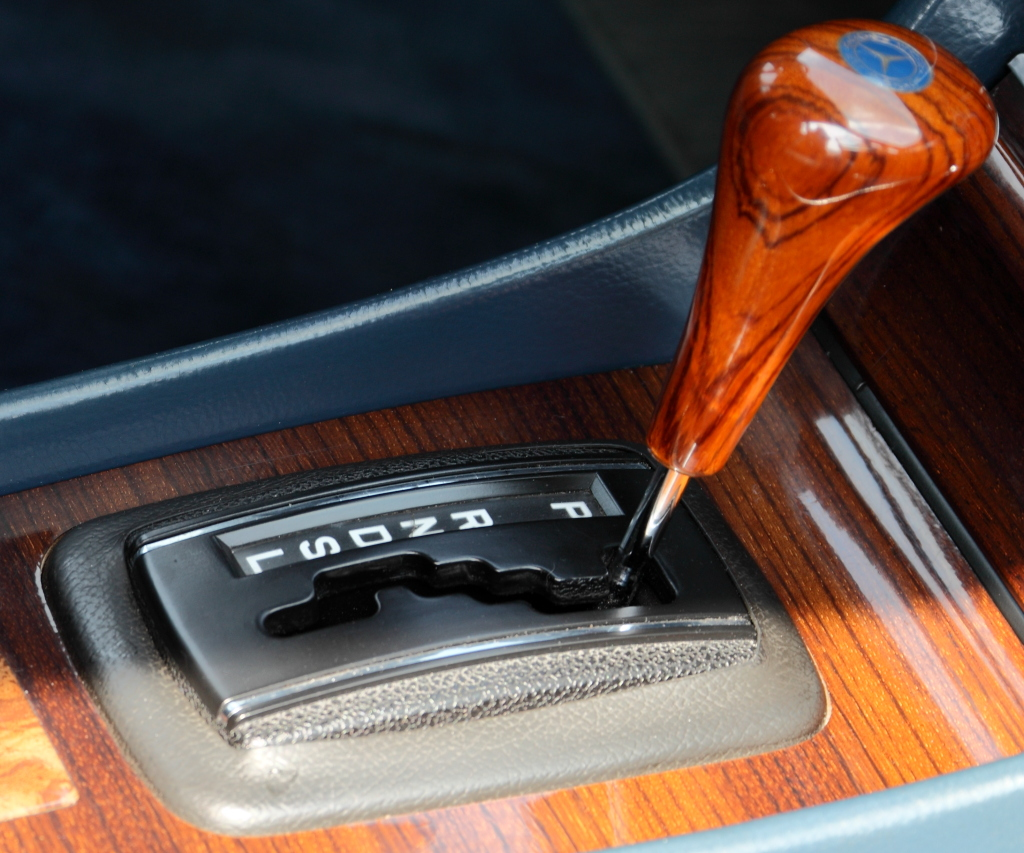
Рычажный селектор на Мерседесе

В электоромобилях, троллейбусах, трамваях и поездах на электротяге  задний ход производится за счёт обратного вращения электромотора.

### Обозначение заднего хода
На всём сухопутном транспорте, за исключением не имеющих ЗХ мотоциклов и поездов, задний ход обозначается соответствующими фарами белого цвета, расположенными сзади, которые включаются вместе с задней передачей или реверсом. Та же иногда дополняется звуковым сигналом.

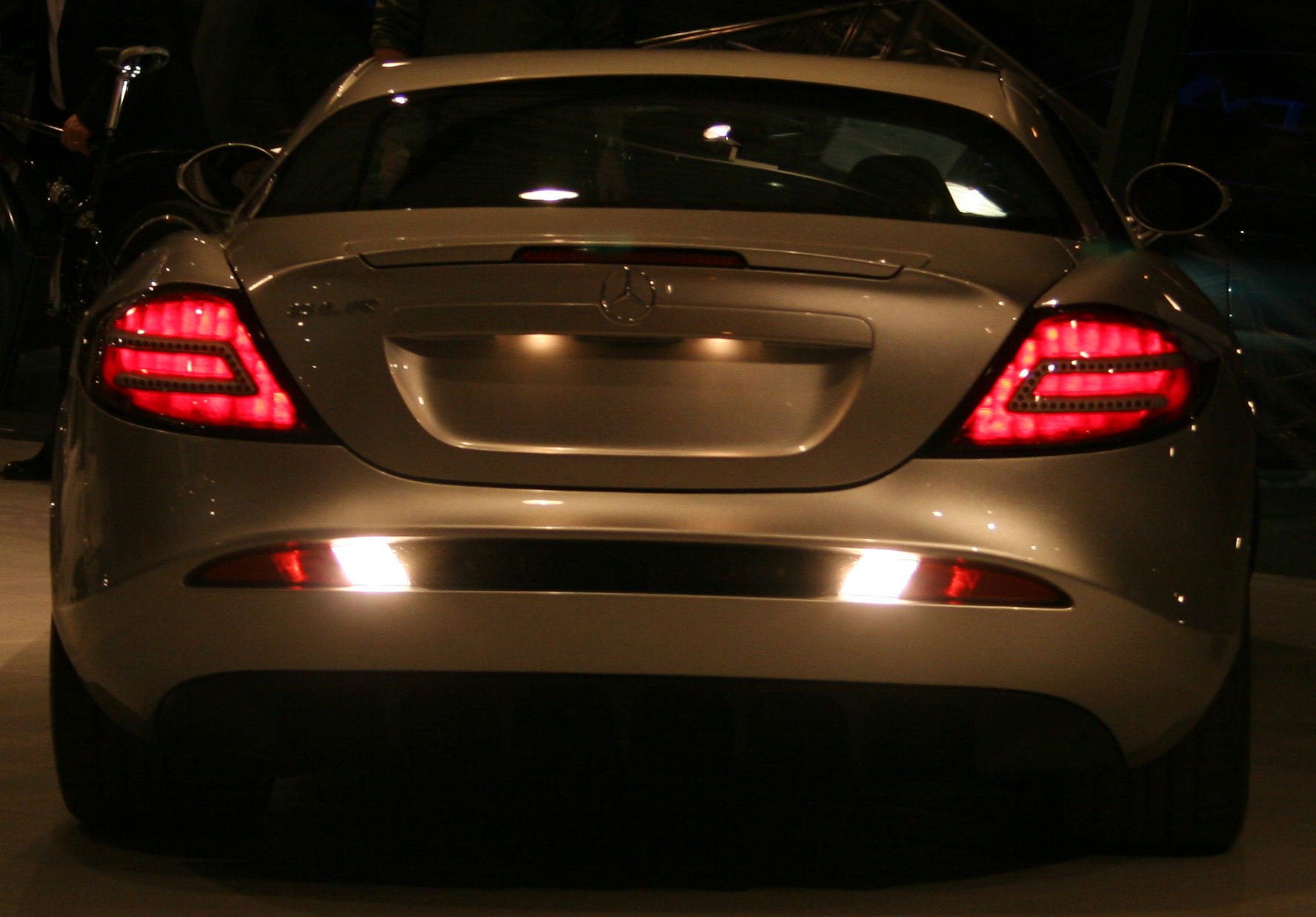
Включённые ФЗХ на Mercedes-Benz SLR McLaren